# Zenit (agence d'information)
Pour les articles homonymes, voir Zenit.
Zenit est une agence d'information internationale spécialisée, promue — mais non financée — par les Légionnaires du Christ, propriété de la société Innovative Media Inc., société à but non lucratif, de droit américain.
Zenit se donne pour mission de fournir une couverture objective et professionnelle des événements, des questions, des documents touchant l'actualité de l'Église catholique et du monde vus du Vatican à Rome. Pour ce faire, elle diffuse sur son site web un ensemble d'informations en sept langues : français, arabe, allemand, anglais, espagnol, italien et portugais.
Elle offre en outre la possibilité de s'abonner à un service quotidien par courrier électronique, au format .html ou .txt, ainsi qu'à une sélection hebdomadaire en quatre langues : français, allemand, anglais, espagnol.
L'agence offre un large éventail d'informations sur l'actualité du Saint-Siège, incluant les activités du pape François, de ses collaborateurs du Vatican, de la diplomatie du Vatican, de la vie de l'Église catholique en dialogue avec les autres Églises, communautés ecclésiales et les autres religions.